# Escadas do Codeçal
As Escadas do Codeçal é um arruamento na freguesia da Sé da cidade do Porto, em Portugal.
Trata-se de um dos recantos mais pitorescos do que se convencionou chamar o "Porto Antigo". De destacar a Capela de Nossa Senhora do Patrocínio edificada no século XVIII.

## História
Codeçal é a ortografia do topónimo na atualidade, alegadamente porque deriva de cadouço (i.e., covão, esconderijo). No entanto, outra interpretação, é que o mais apropriado escrever codessal, outra seja, lugar onde crescem codessos (arbustos de flor amarela, da família das leguminosas, espontâneos em Portugal).
A origem das escadas perde-se no tempo. Esta escadaria ingreme foi, na época medieval, o caminho de ronda da Muralha Fernandina do Porto, estabelecendo a ligação ente o convento de Santa Clara e o postigo da Areia da muralha, já junto ao rio Douro.
Dos monumentos mais conhecidos das escadas do Codeçal encontra-se o Recolhimento do Ferro que, inicialmente, existia numa reentrância da rua Escura, em frente ao aljube. No entanto, como das janelas daquele presídio era possível devassar tudo o que se passava no interior do recolhimento, foi decidido transferi-lo para local mais adequado. O Codeçal foi o local escolhido, graças à cedência gratuita de terrenos por parte de uma benfeitora em 1729, que, no entanto, impos como condição que o recolhimento tomasse por padroeira Santa Maria Madalena e se dedicasse a receber "todas aquelas mulheres que, arrependidas da má vida e costumes dissolutos do mundo, se quisessem naquele Recolhimento". A instituição passou, por isso, a ser conhecida pela designação de Recolhimento de Nossa Senhora do Patrocínio e Santa Maria Madalena. Mas, por regra, continuou a ser conhecida simplesmente por Recolhimento do Ferro, tal como quando estava na rua Escura.
A construção da igreja e do recolhimento naquele lugar airoso, debruçado sobre o rio, iniciou-se em 1752 e não foi isenta de contratempos, prolongando-se por várias décadas. Nos meados dos século XIX, Henrique Duarte e Sousa Reis escrevia que o recolhimento se destinava "à clausura de senhoras e meninas que seus superiores, por conveniências públicas ou particulares, entendessem dever retirar do século e que nele [recolhimento] também se fazem depósitos judiciais de desposadas, quando é preciso..." Sabemos, por exemplo, que duas filhas do pintor João Glama viveram no recolhimento. Nos finais do século XX, com a necessidade de adaptação aos novos tempos, o antigo Recolhimento do Ferro passou a funcionar como Centro Social da Sé, uma instituição de solidariedade social que presta apoio à comunidade local.
Na década de 1880, a construção do tabuleiro superior da ponte Luís I obrigou a algumas demolições para construção de pilares de sustentação da ponte. Já no século XX, o alargamento da via de escoamento de trânsito do tabuleiro inferior da mesma ponte e a subsequente construção do túnel da Ribeira obrigou à demolição do trecho final das escadas do Codeçal. As escadas do Codeçal foram objeto de um programa de recuperação no âmbito da Porto 2001 – Capital Europeia da Cultura.